# Рутовые
Ру́товые (лат. Rutaceae) — семейство двудольных раздельнолепестных растений порядка Сапиндоцветные (Sapindales). Наиболее важное для человека значение имеют представители рода Цитрус (Citrus) — лимоны, апельсины, мандарины и другие виды.
Большинство принадлежащих семейству растений — деревья (например, лимонное, апельсинное дерево), кустарники, изредка травы (например, Рута (Ruta), Ясенец (Dictamnus)). Растения эти пахучие, многие из них с ароматным запахом, от маслянистых желёзок лизигенного происхождения.

## Синонимы
| - Amyridaceae Kunth - Aurantiaceae Juss. - Boroniaceae J.Agardh - Cneoraceae Vest, nom. cons. - Correaceae J.Agardh, nom. inval. - Cuspariaceae Tratt., nom. illeg. - Dictamnaceae Vest - Diosmaceae R.Br. ex Bartl. | - Diplolaenaceae J.Agardh - Flindersiaceae C.T.White ex Airy Shaw - Fraxinellaceae Nees & Mart., nom. illeg. - Pilocarpaceae J.Agardh - Ptaeroxylaceae J.-F.Leroy - Pteleaceae Kunth - Zanthoxylaceae Martinov |

## Экология и распространение
Представители семейства широко распространены в тропиках, субтропиках и отчасти в тёпло-умеренных областях обоих полушарий. Большинство видов растёт в засушливых районах Австралии и в Южной Африке.

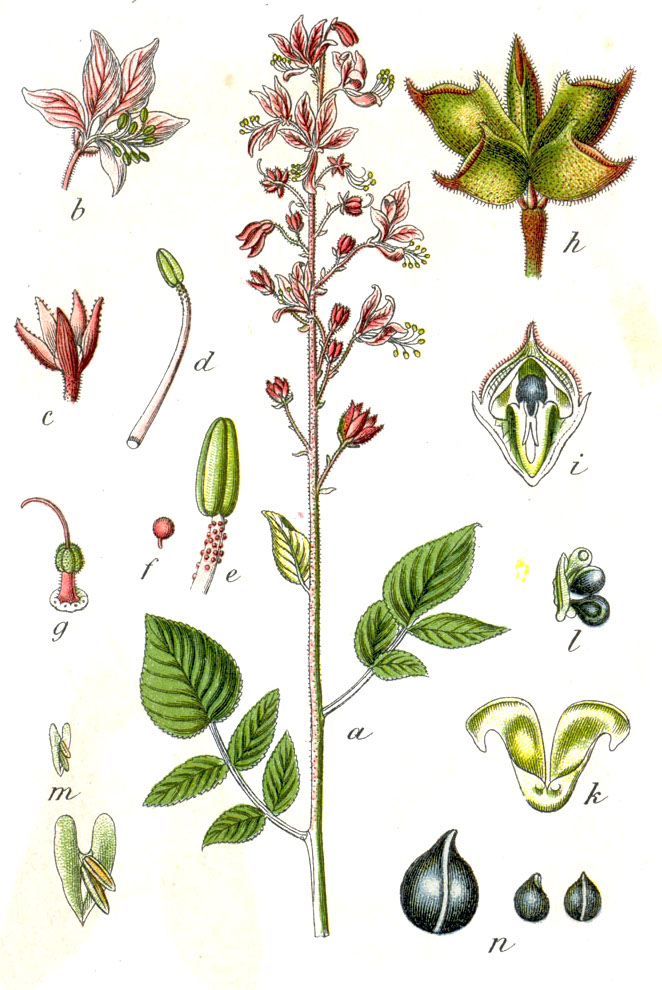
Ясенец белый.

## Ботаническое описание
Листья простые, рассечённые или сложные, в большинстве случаев голые, испещренные по всей поверхности просвечивающими железками или снабжённые ими только по краю; на стебле расположены листья большей частью очерёдно, редко — супротивно. Прилистники развиты только у немногих представителей.
Цветки очень различны, мелкие и зеленоватые, чаще яркие, собранные в различные соцветия. Цветок у большинства представителей правильный, только у Ясенца неправильный, обоеполый, изредка вследствие недоразвития частей однополый. Во всех кругах большей частью по 4—5 членов, редко по 3—6 или 8. Чашечка состоит из свободных или сросшихся листков, иногда она даже бокальчатая. Венчик также иногда спайнолепестный. Тычинок обычно вдвое больше, чем лепестков, большей частью они обдиплостемонные, редко диплостемонные; часто противолепестные тычинки превращаются в стаминодии, или совсем исчезают; изредка тычинок втрое—вчетверо больше лепестков, а иногда их очень много; в этих случаях они произошли, вероятно, от расщепления немногих первоначальных; у некоторых форм плодущих тычинок только 2—3, а остальные превращены в стаминодии. Между тычинками и пестиком развивается округлый, подушковидный или чашевидный, волнистый или зубчатый диск, нередко даже сидящий на более или менее длинном гинофоре. Гинецей синкарпный, иногда в области завязи апокарпный. Плодолистиков различное число: 4—5, редко 3—1, ещё реже от 6 и больше; у своего основания они часто свободные, но соединённые столбиками и рыльцами, нередко и вполне соединённые, так что они образуют один пестик, с многогнёздной, редко с одногнёздной нижней завязью; гнёзда многосемянные, двусемянные и даже односемянные. Плацентация центрально-угловая. Столбик большей частью основной или боковой; рыльце головчатое или лопастное.
Плод — или сборный, состоящий из мешочков, или коробочка, или костянка. Семена удлинённые или почковидные, безбелковые или белковые. Зародыш довольно крупный, прямой или изогнутый.

## Значение и применение
Представители рода Цитрус культивируются человеком с древних времён, сочные плоды содержат большое количество витаминов, употребляются в пищу как свежие плоды, так и соки на их основе. Также используются плоды Кумквата, растения из рода Fortunella.
Некоторые виды могут использоваться как пряность, наиболее известна Рута душистая (Ruta graveolens). В дальневосточной (китайская, корейская, непальская, японская, индонезийская) и западноафриканской кухнях представители рода Zanthoxylum применяются вместо острого перца.
Многие виды семейства используются в медицине как лекарственные растения.
Многие рутовые служат источником древесины — Сатиновое дерево (Chloroxylon swietenia), Фагара крупнолистная и некоторые виды рода Флиндерсия (Flindersia). Древесина Фагары крыловидной относится к так называемым «железным деревьям».
Есть среди рутовых и декоративные растения.
Дидимин широко распространен в плодах семейства рутовых, таких как апельсины, лимоны и бергамот, сухая кожура которых исторически использовалась в традиционной китайской медицине в качестве лечебных трав при воспалительной дисфункции.

## Систематика

### Исторические классификации
В 1862 году вышел первый том «Genera plantarum» английских ботаников Джорджа Бентама и Уильяма Гуккера, в котором это большое семейство делилось на две серии и семь триб; Адольф Энглер (см. «Natürliche Pflanzenfamilien», III, 4) разделил его на шесть подсемейств и 25 триб.
Подсемейства следующие:
- Rutoideae (плодолистиков большей частью 4—5, редко 3—1—много, листья и кора с маслянистыми мезогенными железками; сюда принадлежат 17 триб);
- Dictylomoideae (мезогенных железок нет; деревья Южной Америки);
- Flindersioideae (плодолистиков 5—3, сросшихся вместе; плод — коробочка; деревья и кустарники Индии и Малайских островов);
- Tpathelioideae (три сросшихся плодолистика; плод — костянка; вест-индские растения);
- Toddalioideae (5—2 сросшихся плодолистика; тропические растения);
- Aurantioideae (плод — ягода; сюда принадлежат лимон, апельсин и пр.).

### Современная классификация
В настоящее время семейство делится на 6 подсемейств:
- Подсемейство Aurantioideae — включает 43 рода

- Триба Citreae — включает 39 родов
- Триба Clauseneae — включает 4 рода

- Подсемейство Dictyolomatoideae — включает 1 род
- Подсемейство Flindersioideae — включает 1 род
- Подсемейство Rutoideae — включает 6 родов
- Подсемейство Spathelioideae — включает 6 родов
- Подсемейство Toddalioideae — включает 113 родов, из них 52 рода включаются напрямую в семейство

- Триба Boronieae — включает 18 родов
- Триба Cusparieae — включает 32 рода
- Триба Diosmeae — включает 11 родов

### Представители
Семейство включает в себя более 170 родов, некоторые из них:
| - Acronychia J.R.Forst. & G.Forst. — Акронихия - Agathosma Willd. — Агатосма - Amyris P.Browne — Амирис - Angostura Roem. & Schult. — Ангостура - Boronia Sm. — Борония - Casimiroa La Llave & Lex. — Казимироа - Chloroxylon DC. — Сатиновое дерево - Choisya Kunth — Шуазия - Citrus L. — Цитрус - Clausena Burm.f. — Клаузена - Cneorum L. — Кнеорум - Correa Andrews — Коррея - Crowea Sm. - Dictamnus L. — Ясенец - Esenbeckia Kunth — Эзенбекия - Euodia J.R.Forst. & G.Forst. — Эводия - Flindersia R.Br. — Флиндерсия | - Fortunella Swingle — Кумкват - Geleznowia Turcz. — Железновия - Haplophyllum A.Juss. — Цельнолистник - Limonia L. — Лимония - Murraya J.Koenig ex L. — Муррайя - Orixa Thunb. — Орикса - Phellodendron Rupr. — Бархат - Pilocarpus Vahl — Пилокарпус - Poncirus Raf. — Понцирус - Ptelea L. — Птелея - Ruta L. typus — Рута - Skimmia Thunb. — Скиммия - Tetradium Lour. — Тетрадиум - Toddalia Juss. — Тоддалия - Zanthoxylum L. — Зантоксилум - Zieria Sm. — Цирия |